# Hans Massaquoi
Hans-Jürgen Massaquoi (Amburgo, 19 gennaio 1926 – Jacksonville, 19 gennaio 2013) è stato un giornalista e scrittore tedesco naturalizzato statunitense Per quanto discriminato in seguito alle leggi razziali naziste come figlio di madre tedesca e di padre liberiano, visse in Germania negli anni del regime nazista e della seconda guerra mondiale. Emigrato nel dopoguerra negli Stati Uniti, fu per molti anni uno degli editori della rivista Ebony. Descrisse in un celebre libro autobiografico (Destined to Witness, 1999) la propria esperienza di giovane afrotedesco cresciuto nella Germania nazista.

## Biografia
Nato il 19 gennaio 1926 a Amburgo, Hans-Jürgen Massaquoi era figlio di madre tedesca (Bertha Baetz) e di padre liberiano (Al-Haj Massaquoi, figlio del console liberiano in Germania e allora studente di legge al Trinity College a Dublino). La situazione sociale ed economica della famiglia garantirono un'infanzia serena ed anche agiata al bambino almeno fino al rimpatrio in Liberia della famiglia paterna, nel 1929, al termine del mandato consolare. Avendo scelto di rimanere in Germania, la madre e il bambino si trasferirono in un quartiere popolare di Amburgo, dove la madre lavorava come infermiera. 
Con l'avvento al potere di Hitler nel 1933 e la promulgazione delle leggi razziali naziste, la condizione dei circa 20./25.000 afro-tedeschi che vivevano allora in Germania si fece subito difficile. Con gli anni furono sottoposti a sempre più pesanti discriminazioni: esclusi progressivamente dalla scuola, dall'esercito e da ogni incarico statale, privati dei diritti di cittadinanza, condannati ad essere pura forza lavoro. Specialmente i cosiddetti "bastardi della Renania", figli di donne tedesche e di soldati francesi di colore, nati durante il periodo di occupazione della Renania dopo la prima guerra mondiale, furono assunti dalla propaganda nazista a simbolo della "bastardizzazione" della "razza ariana" tedesca. Ufficialmente "non esistenti" e comunque destinati a dover "sparire", era loro proibito ogni contatto sociale o relazione matrimoniale con "ariani"; molti dei giovani finirono a questo scopo anche per essere forzatamente sterilizzati. Per quanto non siano mai stati specificatamente inclusi nei programmi di sterminio, per molti afrotedeschi (come Gert Schramm) si aprirono anche le porte dei campi di concentramento e di lavoro.
Quanto a Hans Massaquoi, una foto lo ritrae da bambino nel cortile della scuola nel 1933 con il distintivo nazista. Ogni speranza di adattamento alla Germania nazista si rivelò però ben presto un'illusione. Escluso dalla Gioventù hitleriana e impedito nel continuare gli studi superiori in quanto "Mischling di primo grado" (mezzo-sangue), al ragazzo fu permesso alla fine solo di frequentare una scuola professionale di avviamento al lavoro. Le discriminazioni più pesanti avvennero sul piano personale, in quanto ogni rapporto sociale e specialmente ogni relazione sentimentale con "ariani" erano banditi, una situazione di fatto impossibile da rispettare nell'ambiente "ariano" in cui Massaquoi viveva. Con lo scoppio della guerra la situazione divenne sempre più difficile. A differenza di altri afro-tedeschi (come il coetaneo Gert Schramm), Massaquoi riuscì ad evitare l'esperienza dei campi di concentramento, vivendo gli ultimi due anni di guerra con la madre "nascosto" agli occhi della Gestapo in uno scantinato in un quartiere di Amburgo devastato dai bombardamenti del luglio-agosto 1943. A sostenerlo in quegli anni fu l'amicizia con Ralph Giordano, anch'egli costretto come "Mishling di primo grado" (mezzo-sangue) ebreo-italiano a restare nascosto con la famiglia in un altro scantinato poco lontano. I due si erano conosciuti fin da ragazzi negli ambienti alternativi della Swingjugend, un'esperienza che tornerà utile a Massaquoi nell'immediato dopoguerra, consentendogli di trovare lavoro come suonatore di sassofono in locali frequentati dai soldati americani.
Nel 1948, grazie all'intervento del padre, Hans Massaquoi poté emigrare in Liberia, da dove nel 1950 raggiunse gli Stati Uniti. Arruolatosi nell'esercito statunitense, Massoquoi frequentò il college alla Northwestern University dopo il congedo, specializzandosi nel lavoro come giornalista, dapprima nella redazione del settimanale Jet e quindi per molti anni come editore di Ebony. Come giornalista Massaquoi incontrò ed intervistò personaggi famosi nella lotta per i diritti civili negli Stati Uniti e in Africa. 
La sua singolare vicenda autobiografia fu offerta al pubblico per la prima volta nel 1984 quando Studs Terkel lo intervistò per il suo libro, The Good War: An Oral History of World War II. La sua autobiografia, pubblicata nel 1999, fu un bestseller negli Stati Uniti (Destined to Witness) e ancor più in Germania (Neger, Neger, Schornsteinfeger! Meine Kindheit in Deutschland). La sua testimonianza, assieme a quella di Gert Schramm, contribuì in modo decisivo a riproporre all'attenzione dell'opinione pubblica tedesca la sorte dei tanti afro-tedeschi sotto il regime nazista. Nel 2006 la sua vicenda divenne un film alla televisione tedesca. 
Sposato con due figli, Hans Massaquoi morì a Jacksonville in Florida il giorno del suo ottantasettesimo compleanno.

## Autobiografia
- Hans Massaquoi, Destined to Witness: Growing Up Black in Nazi Germany, New York: W. Morrow, 1999. 
  - Ed. tedesca: Neger, Neger, Schornsteinfeger! Meine Kindheit in Deutschland, Bern: Fretz und Wasmuth Verlag, 1999.

## Filmografia
- Neger, Neger, Schornsteinfeger!, film TV, regia di Jörg Grünler (2006). Il personaggio di Hans-Jürgen Massaquoi fu interpretato da Theodor Hemprich (5-6 anni), Steve-Marvin Dwumah (9-10 anni), e Thando Walbaum (14-18 anni); Veronica Ferres era la madre.